# Schlacht von Tyndaris
Agrigent – Mylae – Liparische Inseln – Sulci – Tyndaris – Kap Ecnomus – Aspis – Adys – Tunes – Kap Bon – Panormus – Drepana I – Drepana II – Ägatische Inseln
Die Schlacht von Tyndaris war eine Seeschlacht des Ersten Punischen Krieges, die im Jahre 257 v. Chr. vor Tyndaris, dem heutigen Tindari, im Golfo di Patti vor der Nordküste Siziliens zwischen der römischen und der karthagischen Flotte ausgetragen wurde.

## Vorgeschichte
Da sich nach ersten Erfolgen des römischen Heeres auf Sizilien keine größeren Landerfolge mehr erzielen ließen – die Karthager verschanzten sich in den größeren sizilischen Seehäfen Drepanum, Panormus und Tyndaris, die durch ihre Flotte versorgt wurden –, setzten die Römer zunehmend auf die Strategie, diese Stützpunkte zu schwächen und nach und nach zu erobern, indem die karthagische Flotte in Seeschlachten geschlagen werden sollte. Zwar war die römische Flotte erst 260 v. Chr. in Dienst gestellt worden, durch die Ausrüstung mit einer Enterbrücke („Corvus“) ergab sich aber schnell ein taktischer Vorteil, der sich etwa in der Seeschlacht von Mylae bezahlt machte. 
Im Jahre 257 v. Chr. wurde die römische Flotte von den Konsuln Marcus Atilius Regulus und Gnaeus Cornelius Blasio geführt – so Johannes Zonaras, während Polybios die Führung ganz dem Atilius Regulus zuschreibt. Als sie im Golfo di Patti vor Anker lag und die karthagische Flotte unter Hamilkar vorbeifuhr, entschieden sich die Römer zur Schlacht.

## Die Schlacht
Die römische Vorhut von zehn Schiffen unter dem Kommando des Atilius Regulus wurde von den Puniern vernichtet, bevor diese vom Gros der römischen Flotte in die Flucht geschlagen wurden. Polybios zufolge gelang es dabei den Römern, zehn gegnerische Schiffe zu kapern und acht zu versenken. Einer Reihe karthagischer Schiffe gelang allerdings die Flucht in Richtung Liparische Inseln. Die Schlacht wird meist als römischer Sieg gewertet; es kann aber nicht ausgeschlossen werden, dass Polybios den römischen Erfolg überbewertet und die Schlacht in Wahrheit eher unentschieden ausging. Atilius Regulus wurde in der Folge ein Triumphzug für den Seesieg (triumphus navalis) gewährt, obgleich nicht gesichert ist, dass sich dieser Triumph allein auf die Schlacht bezog.

## Folgen
Die Schlacht hatte im Verlauf des Krieges eine eher geringe Bedeutung und steht ganz im Schatten der im Folgejahr ausgetragenen Schlacht am Kap Ecnomus, die mit einem klaren römischen Sieg endete und eine erste Landung in Afrika ermöglichte.